# Gunnar Engellau
Gunnar Ludvig Engellau, född 11 november 1907 i Stockholm, död 5 januari 1988 i Göteborg, var en svensk företagsledare. Han var verkställande direktör för AB Volvo 1956–1971 och därefter företagets styrelseordförande fram till 1978.

## Biografi
Gunnar Engellau tog studenten 1926, civilingenjörsexamen vid KTH 1931, var anställd på Statens Järnvägar (SJ) 1932–34, blev chef för planerings- och tidsstudieavdelningen på Motala verkstad 1935, inköps- och försäljningschef där 1937-39, teknisk försäljningschef för Electrolux i Stockholm och Motala 1939–1943 samt verkställande direktör vid Svenska Flygmotor 1943–56. Det var i ett brev den 19 augusti 1943 som Flygmotors styrelseledamot Assar Gabrielsson erbjöd Gunnar Engellau tjänsten som verkställande direktör för Svenska Flygmotor AB, och Engellau tillträdde praktiskt taget omgående. Engellau tog över VD-posten i AB Volvo 1956 efter Assar Gabrielsson som övergick till att arbeta som styrelsens ordförande. Under Engellaus tid som VD utvecklades Volvo till ett världsomspännande företag och nya fabriker öppnades bland annat i Gent. Engellau satsade tidigt på den viktiga USA-marknaden vilket var en avgörande faktor till företagets starka expansion under 1960-talet. Då Engellau tog över ledningen av Volvo hade man 12 000 anställda, omsatte 600 miljoner kronor och tillverkade 31 000 bilar. Då han lämnade Volvo uppgick antalet anställda till 40 000 personer, man omsatte 6 miljarder kronor och tillverkade 205 000 bilar.
År 1957 beslutade Engellau att lägga ner tillverkningen av den öppna sportvagnen Volvo Sport (Volvo P1900) efter endast 68 tillverkade exemplar åren 1956–1957. Efter att ha provkört bilen dömde han ut den som fullständigt livsfarlig. Volvo ansåg dock att det fanns ett behov av en sportbil i modellprogrammet för att ändra något i företagets image som "tråkig" folkbilstillverkare varför Engellau tog initiativet till utvecklingen av en sportvagn med Volvos höga kvalitetskrav, den "italienska" sportvagnen Volvo P1800. P1800 kom tidigt att förknippas med rollfiguren Simon Templar som körde en vit Volvo P1800 i den populära brittiska TV-serien Helgonet. Exponeringen av bilen i många TV-avsnitt (som tillkom av en slump då en konkurrent inte hann leverera den bil som filmteamet hade beställt till inspelningen av det första avsnittet) under flera år gav mycket värdefull reklam för varumärket Volvo och var inledningen till den idag mycket vanliga medvetna varumärkesexponeringen i filmer och populära TV-serier.
När Gunnar Engellau tog över VD-posten på Volvo efter Assar Gabrielsson den 13 augusti 1956 och för första gången mötte sin personal på Lisebergs utomhusscen inledde han sitt anförande med det klassiska uttalandet:
"Jag tar av mig hatten för det som gjorts hittills, men jag tar av mig kavajen för framtiden".
Vid bolagsstämman i maj 1971 efterträddes Engellau på VD-posten av sin svärson Pehr G. Gyllenhammar. Engellau efterträdde då den sjuttioårige Franz Hartmann som företagets styrelseordförande. 1978 efterträddes Engellau av Tore Browaldh.

## Styrelseuppdrag

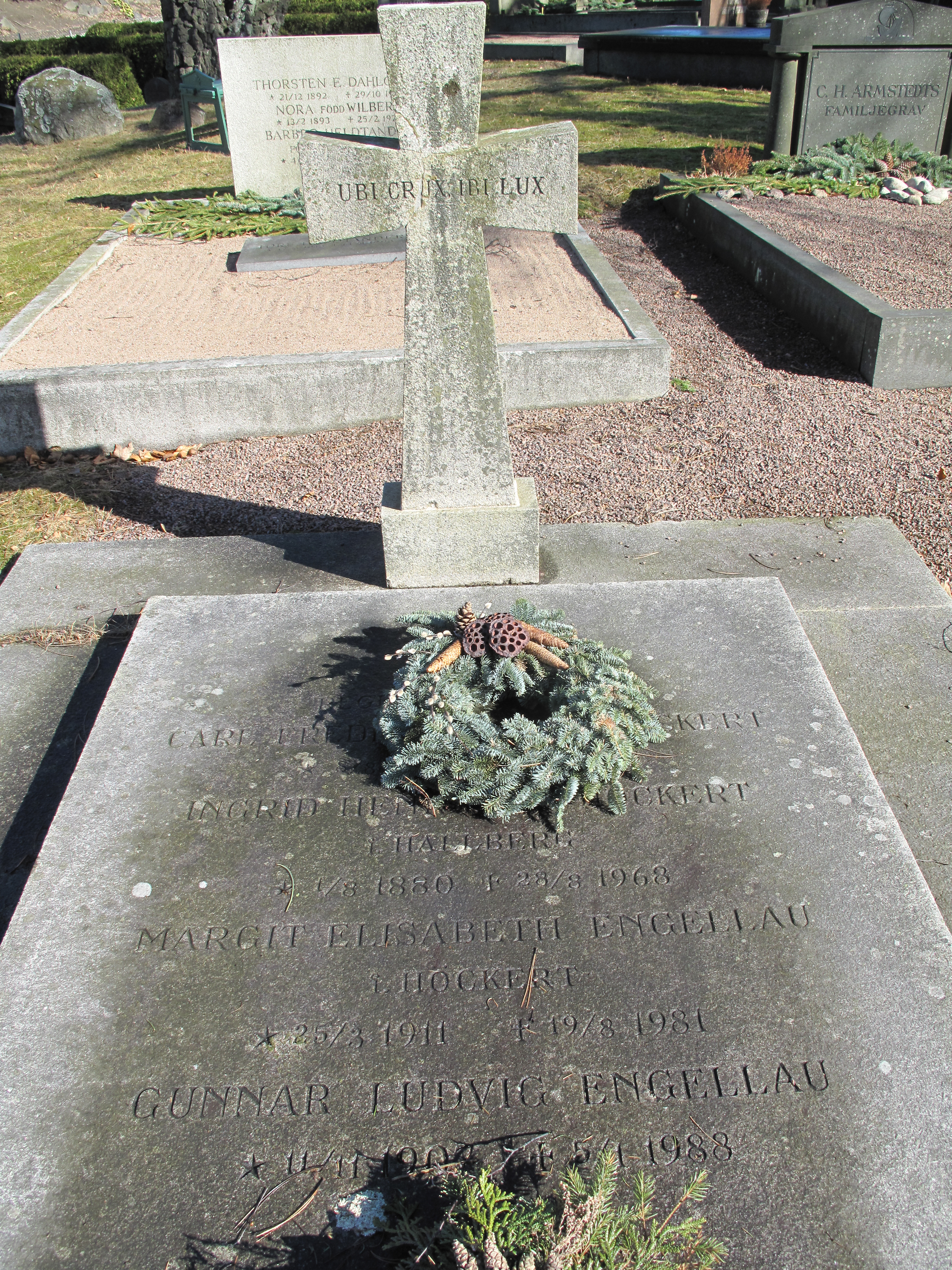
Gunnar Engellaus grav på Östra kyrkogården i Göteborg. Motto: Ubi crux, ibi lux (Här korset, där ljuset).

Engellau var styrelseordförande i AB Bolinder-Munktell, Köpings mekaniska verkstads AB, Volvo Köpingverken AB, AB Volvo Penta, Försäkr AB Volvia, Svenska flygmotor AB, Automobiles Volvo SA Lausanne, Volvo (Canada) Ltd. Montreal, OY Volvo Auto AB i Helsingfors, Volvo Inc Rockleigh USA, Volvo GmbH Frankfurt. Han var styrelseledamot i AB Volvo, Skandinaviska banken, Park Avenue Hotel, Pripp-Bryggerierna AB, AB Electrolux, AB Bahco, SAE samt Svensk-Amerikanska stiftelsen.

## Utmärkelser och utnämningar
Engellau blev utsedd till riddare av Vasaorden (1kl.) 1951, kommendör av Belgiska Kronorden 1951, ledamot av Kungliga Ingenjörsvetenskapsakademien 1965, kommendör av Finlands Lejons orden 1967, tilldelades Sveriges Mekanförbunds Prisma 1970, kommendör med stora korset av Nordstjärneorden 1971, tilldelades Assar Gabrielsson-plaketten i guld 1971, teknologie hedersdoktor vid Chalmers tekniska högskola 1972, ekonomie hedersdoktor vid Göteborgs universitet 1979 och förste hedersledamot av Kungliga Ingenjörsvetenskapsakademien 1982.
Gunnar Engellaus väg i stadsdelen Torslanda i Göteborg är uppkallad efter honom.

## Familj
Gunnar Engellau var son till advokat Ivar Engellau och Hulda, född Lindequist. Han gifte sig 1933 med Margit Höckert (1911–1981), dotter till regementsläkaren Fritz Höckert och Ingrid, född Hallberg. Barn: John-Jakob (född 1934); Christina (1936–2008), gift Gyllenhammar; Birgitta (född 1939); Margita (född 1941) och Caroline (född 1943). Han är morfar till Cecilia Gyllenhammar och Charlotte Gyllenhammar.
Gunnar Engellau ligger begraven i familjegraven på Östra Kyrkogården i Göteborg.